# Pilsbryspira albiguttata
Pilsbryspira albiguttata é uma espécie de gastrópode do gênero Pilsbryspira, pertencente a família Pseudomelatomidae.